# Operngasse (Wien)

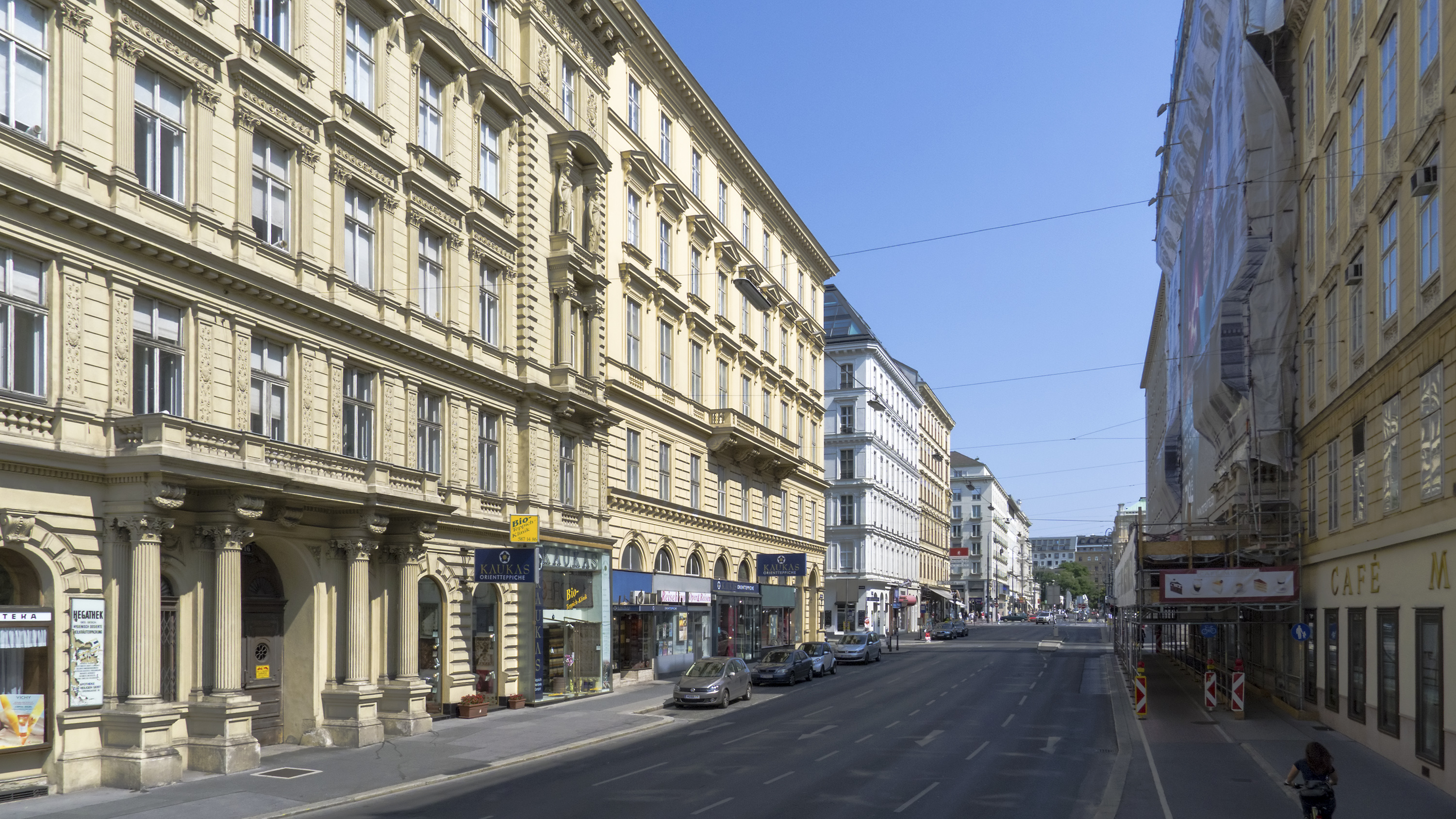
Operngasse, von der Ecke Friedrichstraße / Karlsplatz aus gesehen in Richtung Ringstraße und Albertinaplatz

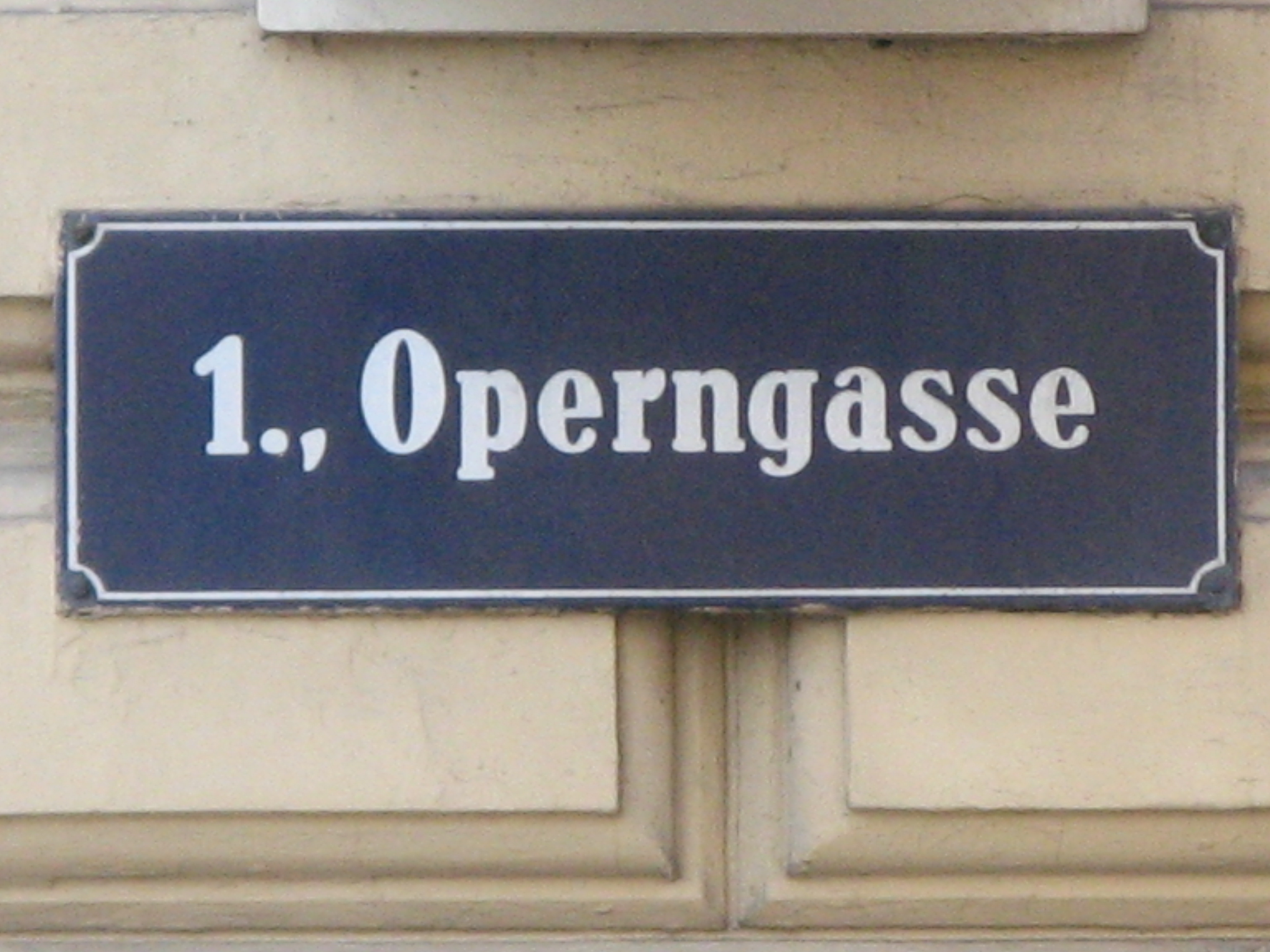
Straßentafel Operngasse

Die Operngasse ist ein Verkehrsweg im 1. Wiener Gemeindebezirk, Innere Stadt, und im 4. Wiener Gemeindebezirk, Wieden.

## Verlauf und Charakteristik
Die Operngasse beginnt am Albertinaplatz im 1. Bezirk einen Häuserblock innerhalb der Ringstraße, überquert diese und zwei Häuserblöcke weiter die Friedrichstraße beim Karlsplatz, worauf rechts von ihr die (in der Gegenrichtung befahrene) Rechte Wienzeile abzweigt.
Die Operngasse setzt sich dann im 4. Wiener Gemeindebezirk fort und mündet nach drei Häuserblöcken schließlich bei der Schleifmühlgasse in die spitz von links kommende Margaretenstraße. Die Gasse, die von Norden nach Süden verläuft, wird in dieser Richtung als Einbahn geführt.
Als Verbindungsstraße vom 1. Bezirk in Richtung Süden (Zufahrt vom Ring bei der Staatsoper zu Wiedner Hauptstraße und Favoritenstraße) ist sie stark vom Autoverkehr frequentiert. Ab der Ringstraße befährt die Autobuslinie 59A die Operngasse. Im gesamten Verlauf besteht auch ein stark befahrener Radweg. Im Bereich der Friedrichstraße, wo der Wienfluss unterirdisch verläuft, liegen die Grünflächen des Esperantoparks und des Rosa-Mayreder-Parks; beide sind vom starken Verkehr auf dem Karlsplatz umflutet und daher nicht zur Erholung geeignet.
Zwischen Albertinaplatz und Ringstraße befindet sich ostseitig die namengebende Wiener Staatsoper, gegenüber und bis zur Friedrichstraße stehen historistische Häuser aus der Zeit von 1860–1880. Im 4. Bezirk stammen die Gebäude an der Operngasse großteils aus den 1930er Jahren (zuvor befand sich hier, auch quer zur heutigen Operngasse, das große Freihaus auf der Wieden). Die Gebäude der Technischen Universität entstanden ab 1970.

## Geschichte

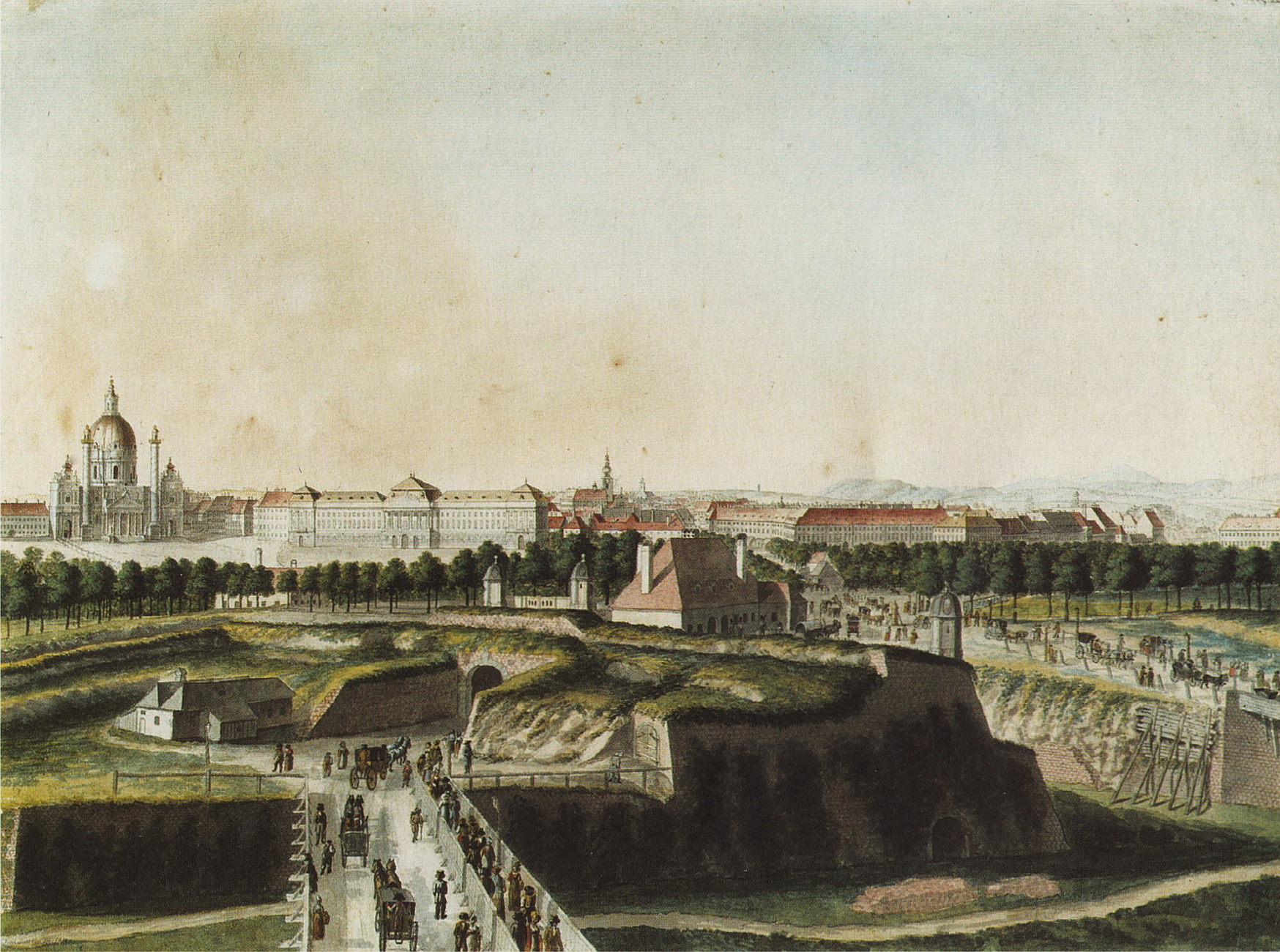
Blick von der Kärntner-Bastei stadtauswärts (1817)

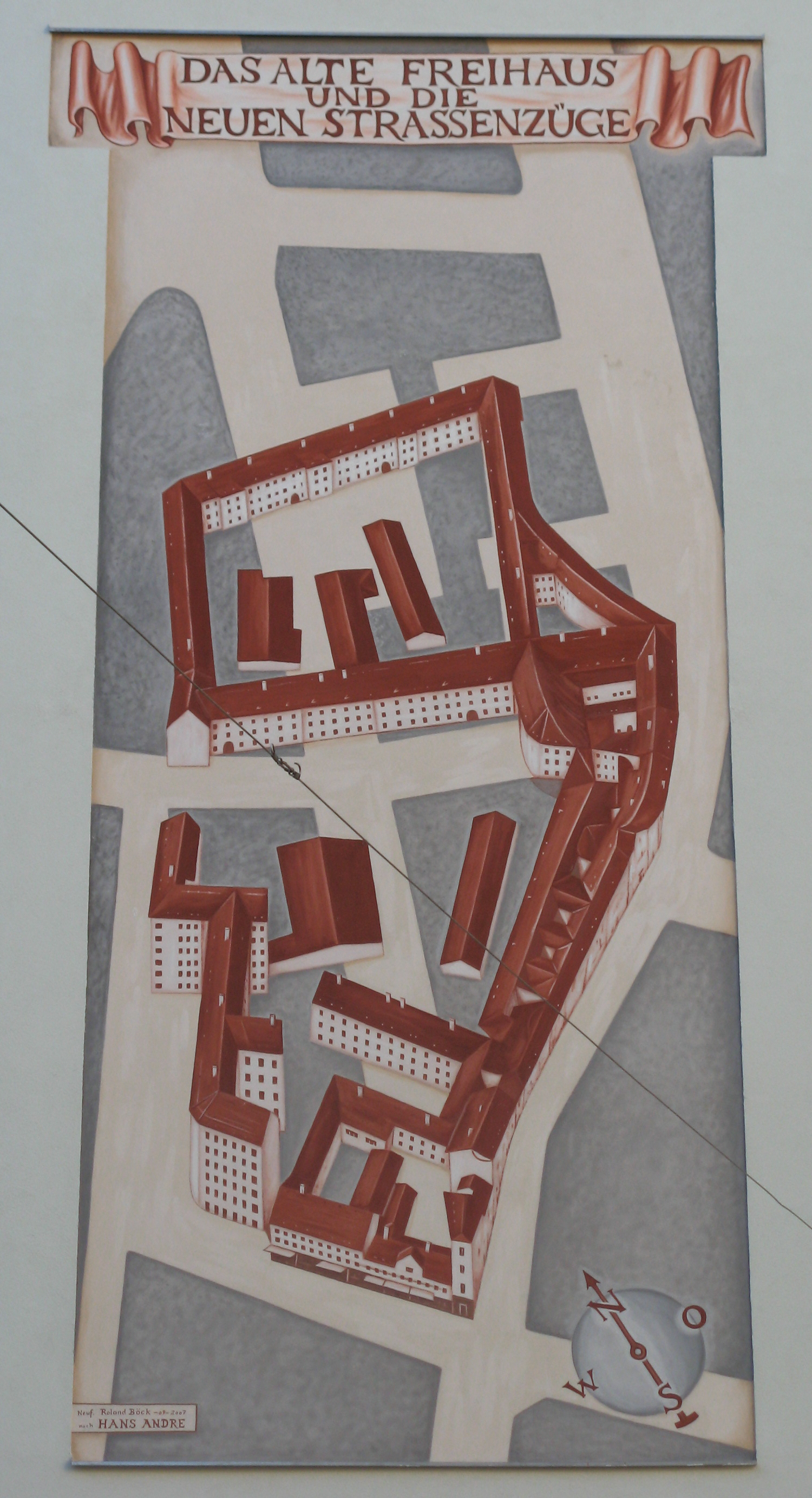
Sgraffito mit Lage des ehem. Freihauses und den neuen Straßen, Operngasse von links oben diagonal

Die Operngasse verdankt ihren Ursprung der Errichtung der Ringstraße und der damit verbundenen Neugestaltung ihrer Umgebung. Auf dem Gelände der heutigen Operngasse zwischen Albertinaplatz und Ringstraße befand sich einst die 1548–1552 erbaute Kärntner Bastei, später Augustinerbastei genannt. Nach dem Abbruch der Basteien wurde die Gasse 1861 eröffnet und 1862 nach der damals in Bau befindlichen k.k. Hofoper Operngasse benannt. Damals verlief die Operngasse nur im 1. Bezirk, anfangs bis zum Ring, dann, mit dem Ausbau der Ringstraßenzone, bis zur Friedrichstraße.
Die 1913 von der Stadtverwaltung beschlossene Verlängerung der Gasse in den 4. Bezirk war mit dem Abbruch des desolaten Freihauses auf der Wieden verbunden, durch dessen Areal die Gasse bis zur Margaretenstraße führen sollte. Der 1913 geplante Abbruch des ausgedehnten Freihauskomplexes geriet durch den Ersten Weltkrieg ins Stocken und wurde erst ab 1930 in größerem Stil durchgeführt. Noch 1930 war die Operngasse im 4. Bezirk im Straßenverzeichnis als projektiert angeführt.
Erst nach den 1930 begonnenen Abbrucharbeiten konnte der Verlauf der Operngasse im 4. Bezirk tatsächlich sichtbar gemacht werden und an der westlichen Straßenseite (gerade Hausnummern) 1936 / 1937 die einheitliche Verbauung der äußeren Operngasse erfolgen. Sie gilt als einziges Beispiel einer solchen nichtkommunalen Zeilenverbauung im Wien der Zwischenkriegszeit.
An der linken Straßenseite bestanden im 4. Bezirk noch Jahrzehnte später Reste der alten Verbauung mit einem Freihausplatz auf dem Areal der heutigen Hausnummern 13 und 15, der direkt an die Operngasse anschloss und erst Mitte der 1970er Jahre aus dem Stadtplan gestrichen wurde. Ab 1970 entstand hier, durchgehend bis zur Wiedner Hauptstraße, ein großes Gebäude der Technischen Universität.

## Bemerkenswerte Gebäude
Die Häuser mit geraden Nummern befinden sich an der westlichen, die mit ungeraden Nummern an der östlichen Straßenseite.

### Nr. 1: Staatsoper

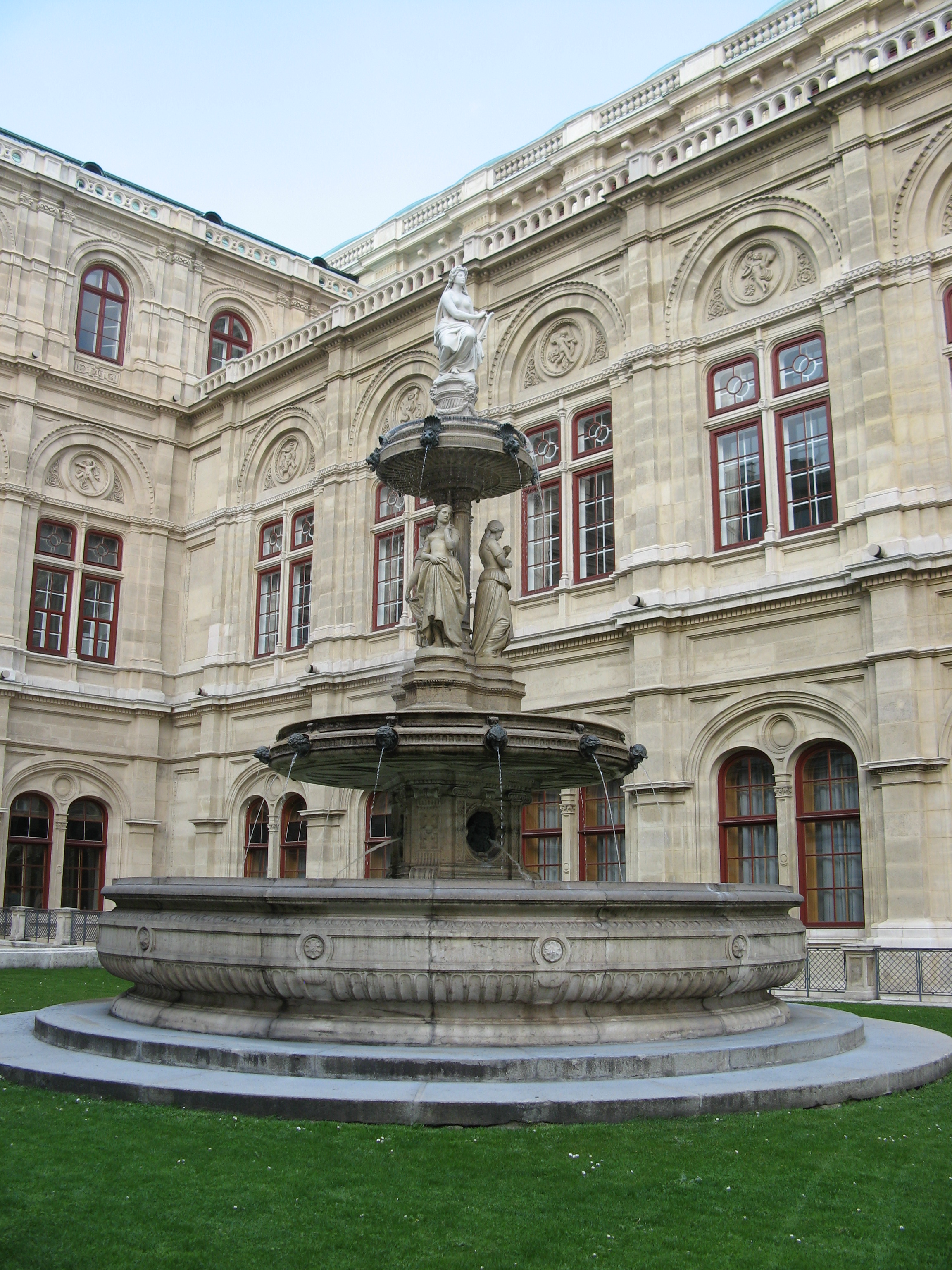
Opernbrunnen

Die gesamte Ostseite der Operngasse zwischen ihrem Anfang und der Ringstraße im 1. Bezirk wird von der 1861 bis 1869 von den Architekten Eduard van der Nüll und August Sicard von Sicardsburg erbauten k.k. Hofoper, der heutigen Wiener Staatsoper, eingenommen, deren Haupteingang sich am Opernring befindet. In der Operngasse befindet sich hier einer der beiden Opernbrunnen, die ebenfalls von den beiden genannten Architekten konzipiert wurden. Er besteht aus Marmor und trägt um einen schlanken Schaft drei flache, oben schmälere Beckenschalen. Die Figuren wurden von Bildhauer Hanns Gasser geschaffen und zeigen oben die Allegorie der Musik, darunter die allegorischen Gestalten von Freude, Ernst und Leichtsinn.

### Nr. 2: Geschäftshaus, ehem. Haus Hainisch

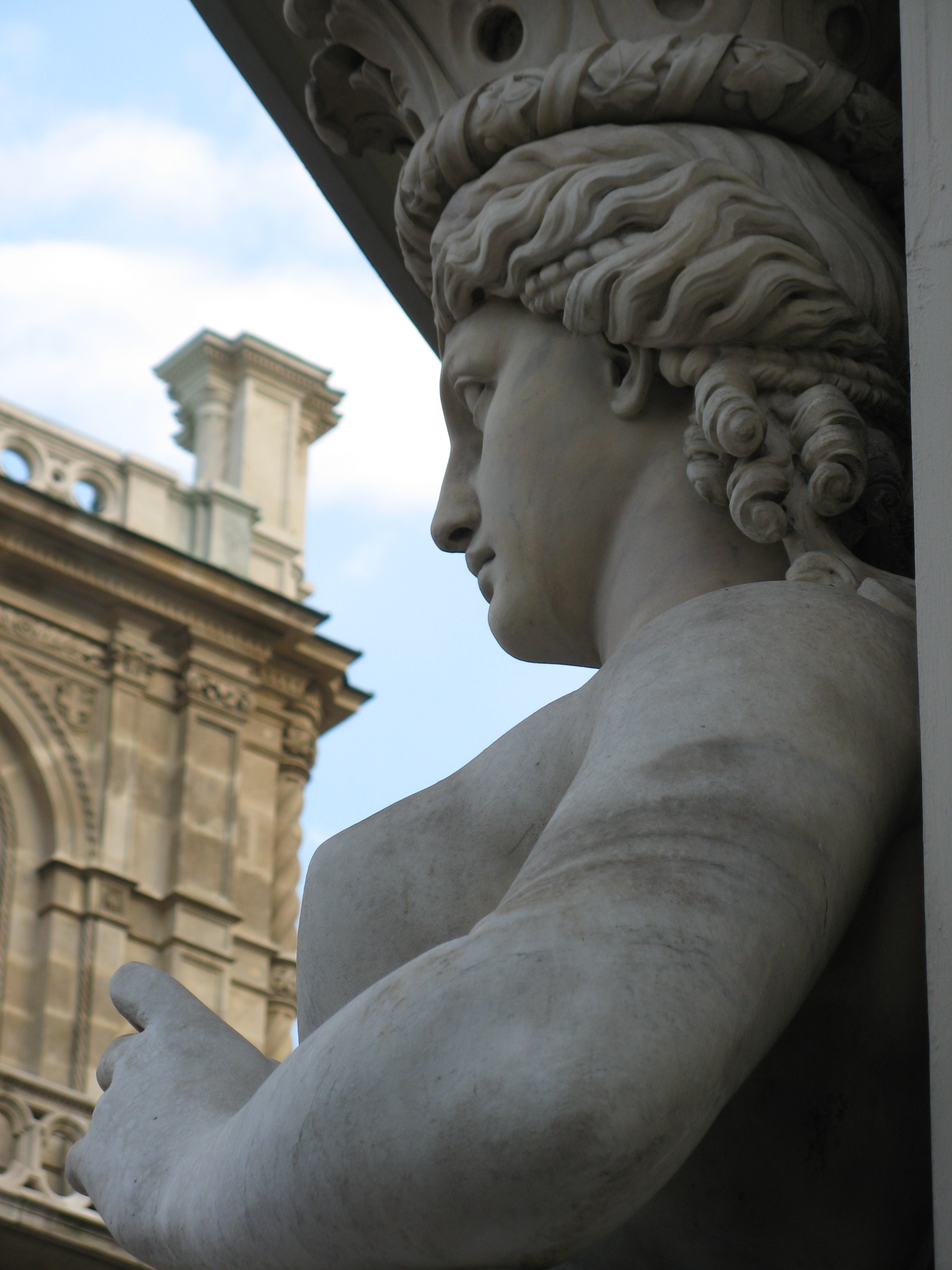
Karyatide am Haus Operngasse 2 (um 1863)

Dieses Gebäude mit drei Fronten (die beiden anderen befinden sich in der Hanuschgasse 1 und in der Goethegasse 1) und zwei Innenhöfen wurde 1862 vom Architekten Ferdinand Fellner dem Älteren geschaffen. Es ist ein bemerkenswertes frühhistoristisches Eckhaus. An der Ecke zur Hanuschgasse befindet sich ein säulengegliederter Erker auf Karyatiden von Josef Cesar (um 1863). Das Foyer besitzt eine Pendentivkuppel zwischen Tonnengewölben und ist mit dekorativen Malereien versehen. Ölbilder zeigen die allegorischen Figuren der Iustitia, des Gewerbes, der Landwirtschaft und des Verkehrs. Heute befinden sich im Gebäude das Haus Oberösterreich, die Bundestheaterkassen, die Verwaltung der Bundestheater sowie diverse Wohnungen; dazu wurde ein modernes Dachgeschoß aufgesetzt.

### Nr. 3: Opernringhof
Die westliche Schmalseite eines Geschäfts- und Bürogebäudes, des der Staatsoper an der Ringstraße im 1. Bezirk gegenüberliegenden Opernringhofs, früher des Heinrichshofs, grenzt an die Operngasse.

### Nr. 4: Frühhistorismus
Dieses frühhistoristische Wohnhaus wurde 1862–1864 nach Plänen von Anton Helfft errichtet. Es ist in neomanieristischen Formen gestaltet und betont die Mittelachse durch ein hermenflankiertes Halbsäulenportal. Im Innenhof befindet sich eine Dianastatue als Brunnenfigur, im Stiegenhaus eine weibliche Bronzefigur, die von der Firma Barbezat und Co. geschaffen wurde.

### Nr. 6
Das Haus wurde 1862–1863 von Johann Romano von Ringe und August Schwendenwein von Lanauberg erbaut. Nach dem Zweiten Weltkrieg erfolgte 1953–1961 ein Umbau durch Erich Boltenstern.

### Albertinapassage
An der Kreuzung der Operngasse mit dem Opernring wurde 1964 eine unterirdische Fußgängerpassage mit dem Namen Albertinapassage errichtet. Da die Passantenfrequenz später zu wünschen übrig ließ, wurde die Passage ab 2005 stillgelegt. Ende 2011 wurde in der Passage ein Dinner Club eröffnet, der den Namen der Passage weiterhin benützt.

### Nr. 7: Café Museum

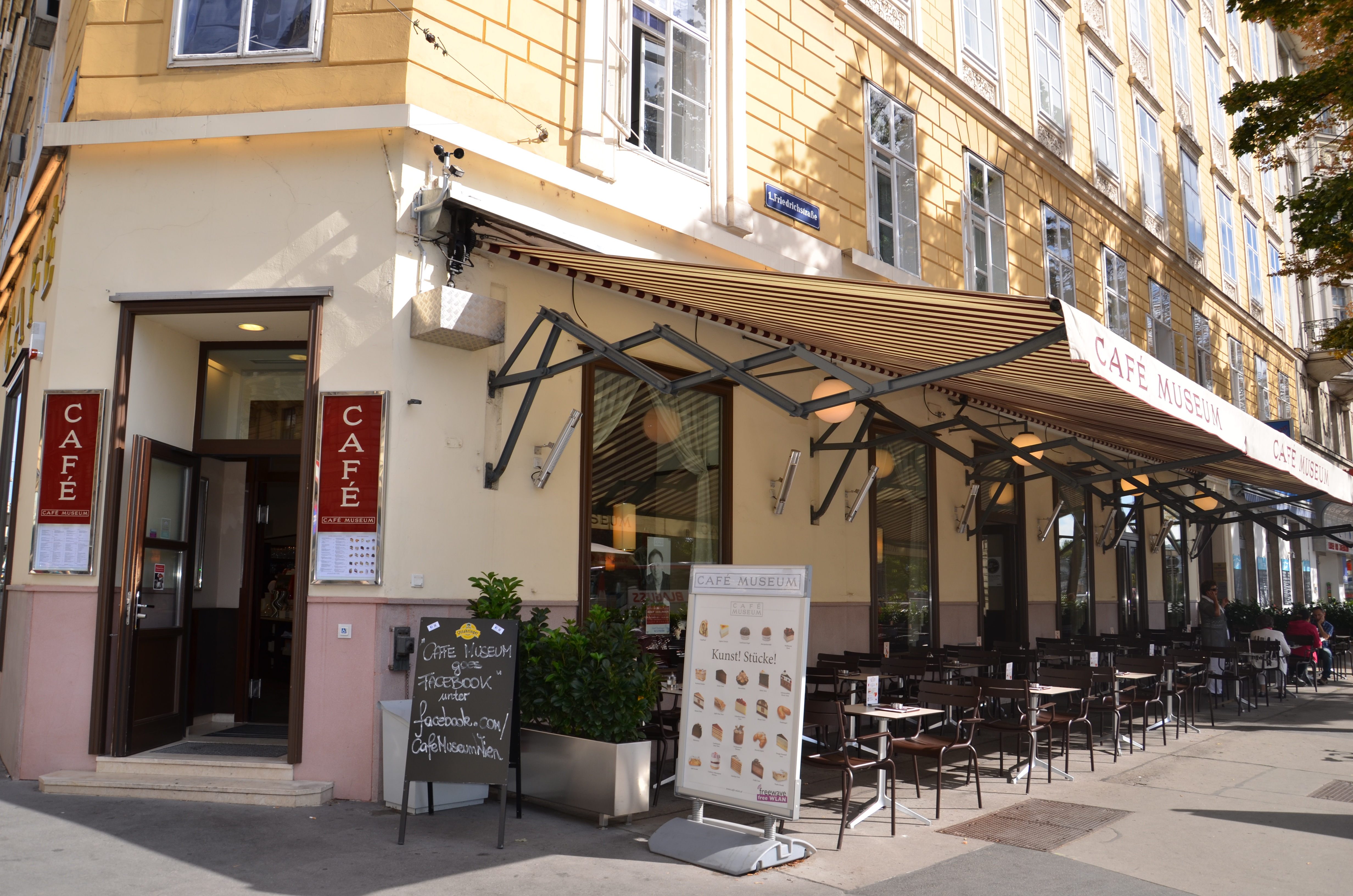
Café Museum, Operngasse 7 (links), Ecke Friedrichstraße / Karlsplatz (rechts)

In diesem Haus befindet sich Ecke Friedrichstraße 6 / Karlsplatz im 1. Bezirk das bekannte Café Museum, dessen Innenausstattung von Adolf Loos gestaltet wurde. Dieses Kaffeehaus war ein bekanntes Literatencafé und gehört zu den traditionsreichen Kaffeehäusern Wiens.

### Nr. 9: Porrhaus
Das heutige Institutsgebäude der Technischen Universität im 4. Bezirk, Ecke Treitlstraße 3 / Karlsplatz, wurde 1930 / 1931 von den Architekten Fritz Judtmann und Egon Riss errichtet. Es wurde von der Bau-Gruppe Porr gebaut, diente aber der Gewerkschaft der Textilarbeiter und der gastgewerblichen Arbeitnehmer als Verwaltungsgebäude. Ein Gebäude für die Bau-Gruppe Porr selbst befand sich daneben auf Nr. 11. Dennoch wurde und wird das Gewerkschaftshaus allgemein Porrhaus genannt.
Es gehört zu den wichtigsten Bauten der 1930er Jahre in Wien und ist städtebaulich durch die Lage am Karlsplatz sehr exponiert. Der sechsgeschoßige Stahlbetonbau besitzt sachliche Formen und durchgehende Fensterreihen. Im Festsaal hielt Karl Kraus 1932 seine Offenbach-Vorlesungen. Der Saal wurde danach in Offenbachsaal umbenannt.
Im Foyer befand sich eine Bronzebüste für den Arbeiterführer Anton Hueber von Mario Petrucci aus den 1950er Jahren. In der Besatzungszeit nach dem Zweiten Weltkrieg befand sich hier bis 1955 ein Informationszentrum der Sowjetunion. Ursprünglich hatte die Baufirma ein Hochhaus an dieser Stelle projektiert gehabt, das aber wegen Widerständen der Stadtbaudirektion nicht zustande kam.

### Nr. 13–15: Gebäude der Technischen Universität
Siehe: Wiedner Hauptstraße
In diesem massigen Neubau aus den 1970er Jahren mit einer Seitenfront in der Schaurhofergasse 2–4 und der Hauptadresse Wiedner Hauptstraße 6–10 befinden sich Hörsäle und Institute der Technischen Universität. Auch dieses Grundstück wurde einst vom Freihaus auf der Wieden eingenommen.

#### Resselgasse
Die von der westlichen Seite der Wiedner Hauptstraße in diese einmündende Resselgasse wurde, mit einem Durchgang durch das neue TU-Gebäude, bis zur Operngasse verlängert. Gegenüber dieser Einmündung befindet sich der Bärenmühldurchgang (siehe Nr. 18).

#### Freihausplatz
Neben der Einmündung der Resselgasse befand sich in der Operngasse der 1913 zur Erinnerung an das Freihaus benannte Freihausplatz, der in der Realität erst in den 1930er Jahren entstand, als das Freihaus abgerissen wurde. Er wurde in den 1970er Jahren zugunsten des TU-Bauplatzes aufgelassen.

#### In der Rosenlukken

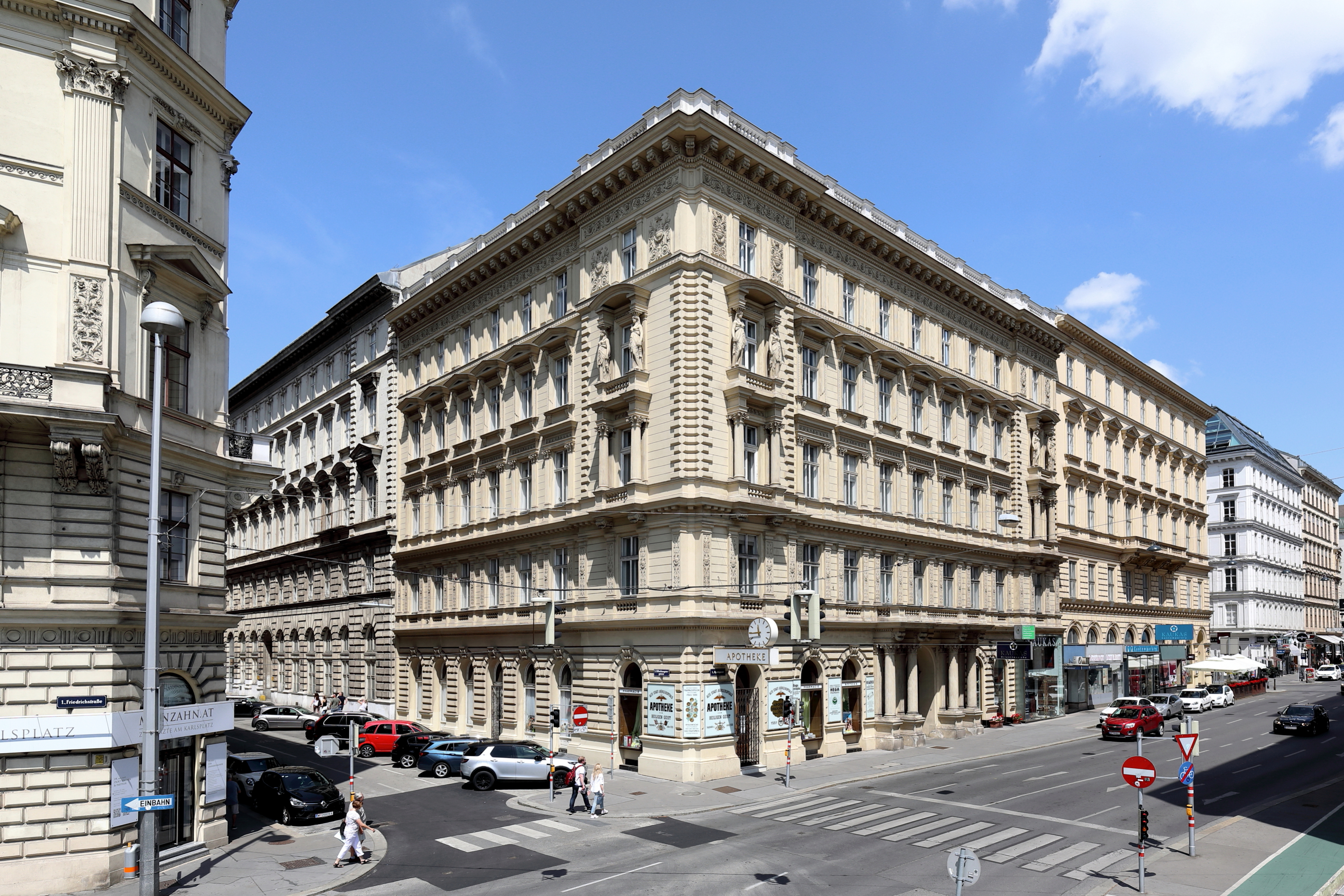
Operngasse 16 (rechts), Ecke Nibelungengasse (links); von Ferdinand Schlaf (1871/72)

Parallel zur Resselgasse verlief von den 1930er Jahren an von der Wiedner Hauptstraße zur Operngasse die 1913 beschlossene Gasse In der Rosenlukken durch das heutige TU-Grundstück; die Gasse wurde beim Bau des TU-Gebäudes wie der Freihausplatz aufgelassen.

### Nr. 16: Neu-Wiener Renaissance
Ferdinand Schlaf erbaute 1871–1872 dieses strenghistoristische Haus an der Ecke zur Nibelungengasse im 1. Bezirk in Formen der Neu-Wiener Renaissance. Es besitzt additive Giebelfenster, Eckrisalit, Ädikulen-Supraposition mit Karyatiden und ein dreiachsiges Säulenportal. Im Haus befindet sich die traditionsreiche Apotheke zum heiligen Geist.

### Nr. 18: Bärenmühle

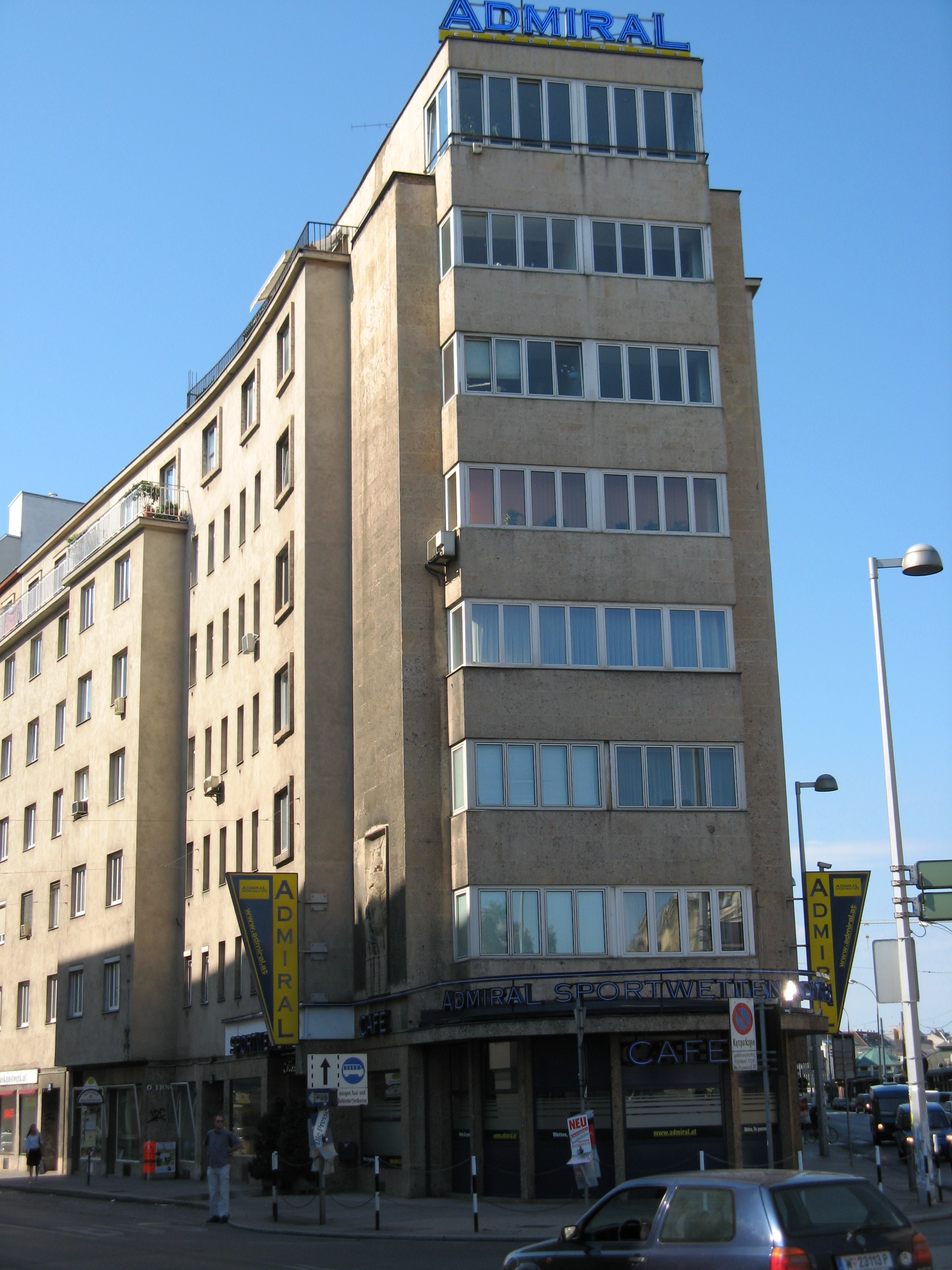
Wohnhaus Bärenmühle, Operngasse 18, Ecke Rechte Wienzeile

Heinrich Schmid und Hermann Aichinger erbauten das markante Eckhaus auf spitz zulaufendem Grundstück Operngasse / Rechte Wienzeile 1A. Das Bärenmühle genannte Wohnhaus entstand 1937–1938 und besitzt einen überhöhten, risalitartig vorgeschobenen Baukörper mit halbrundem Vorbau. Eine Tafel mit Steinrelief erinnert an die Sage vom Bärenkampf, die der einstigen Bärenmühle den Namen gab. Im Gebäude, das sich hier 1794–1856 befand, wohnte der Schriftsteller Ignaz Franz Castelli. Von der Operngasse führt seit 1937 der Bärenmühldurchgang (1913 als Bärenmühlgasse projektiert) durch das Gebäude zur Rechten Wienzeile und zum Naschmarkt. Gegenüber führt die Resselgasse von der Operngasse zur Wiedner Hauptstraße.

### Nr. 23–25: Zwickelverbauung

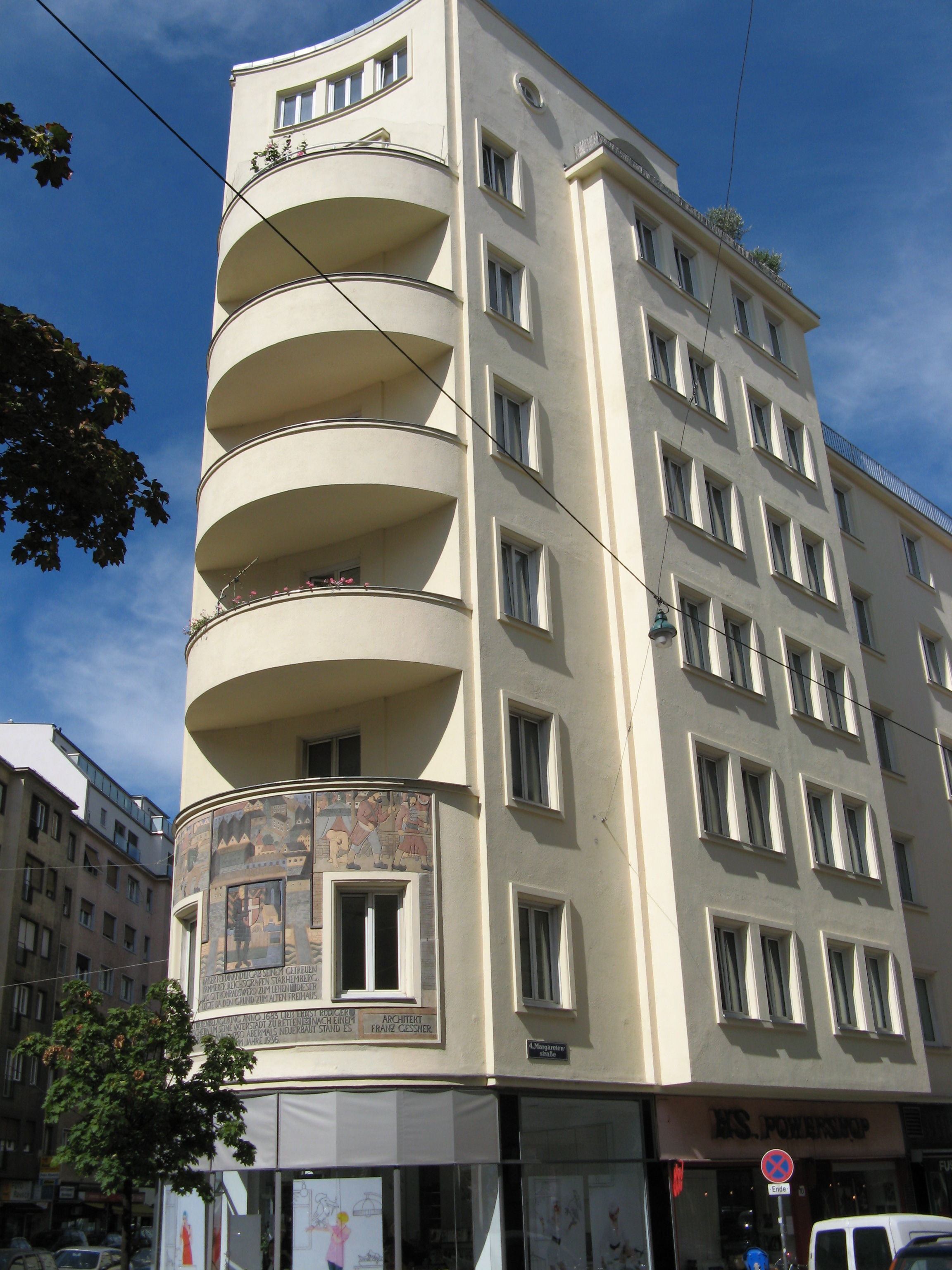
Operngasse 23–25 (1936) von Franz Gessner, Fassade in der Margaretenstraße

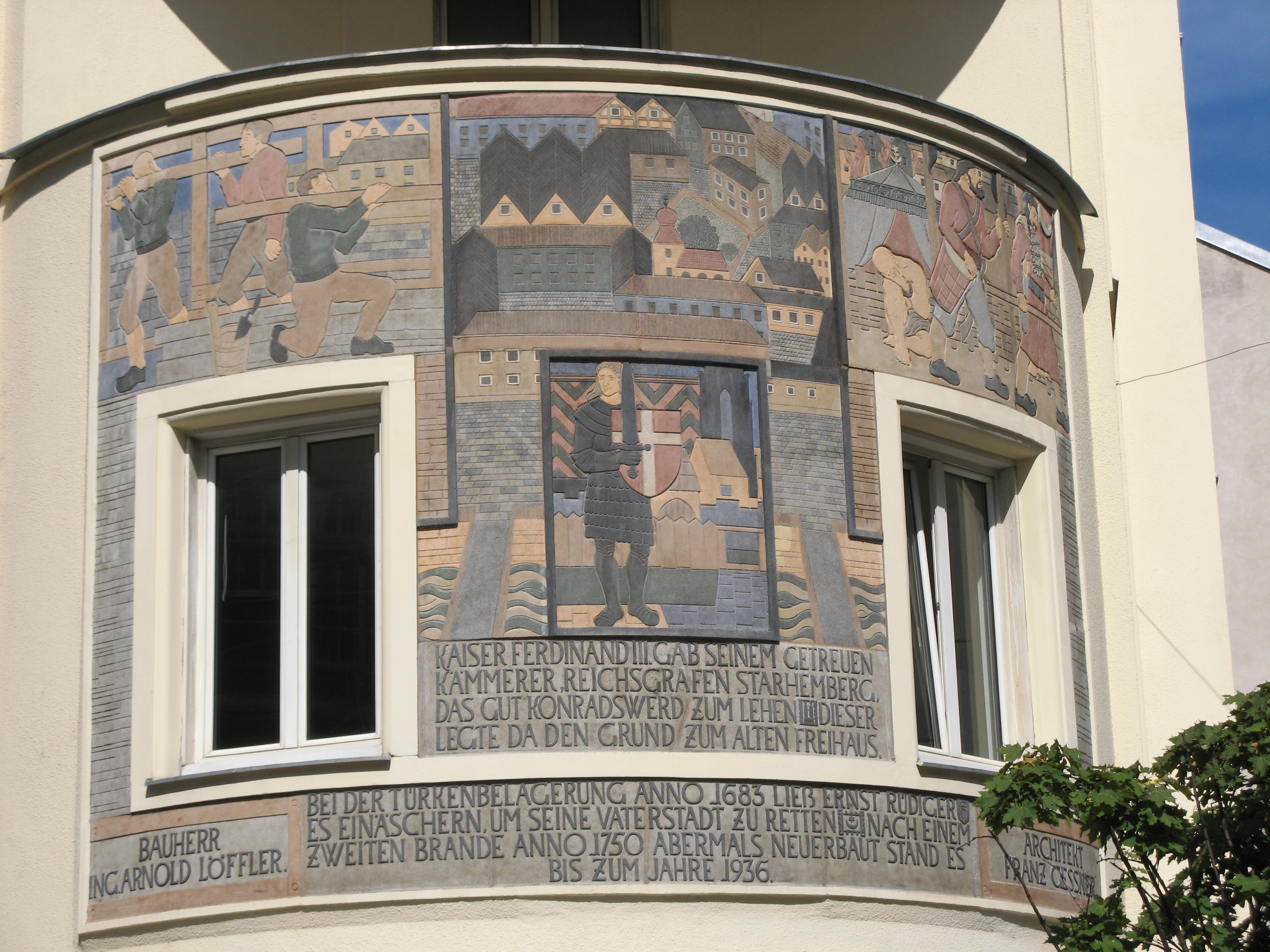
Sgraffito zur Geschichte des Freihauses, Operngasse 23–25, Ecke Margaretenstraße

Franz Gessner schuf 1936 diese markante Zwickelverbauung an der Ecke Operngasse / Margaretenstraße 10 am südlichen Ende der Gasse als expressive Ecklösung. Ein Sgraffito am Wohnhaus erinnert an das hier gewesene Freihaus auf der Wieden und an seine Geschichte.

### Nr. 26–36: Wohnhäuserzeile

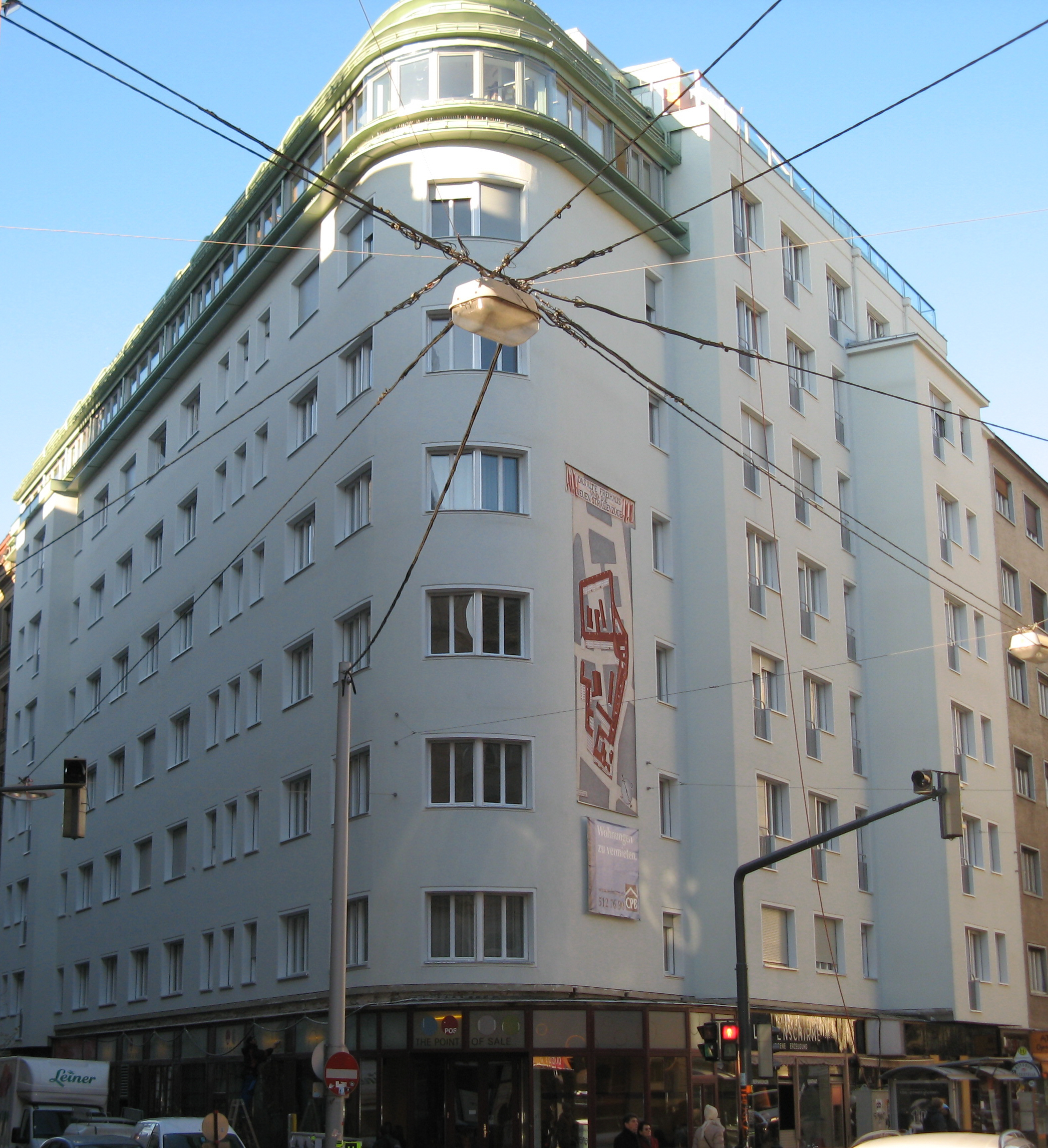
Operngasse 36, Ecke Schleifmühlgasse

Diese einheitliche Zeile siebengeschoßiger Wohnhäuser im 4. Bezirk, an der westlichen Straßenseite zwischen Faulmanngasse und Schleifmühlgasse, entstand 1936 / 1937. Das Eckhaus auf Nr. 26 / Faulmanngasse 1 stammt von Franz Gessner und wird Papagenohof genannt. Ein Majolikarelief von H. Revy mit dem Bild Papagenos erinnert an die Uraufführung der Oper „Die Zauberflöte“ von Wolfgang Amadeus Mozart im einstigen Freihaustheater.
Haus Nr. 28 wurde von Alfred Adler und Martin Johann Schmid entworfen, Nr. 30–34 von Eugen Kastner und Fritz Waage. Am Haus Nr. 36 / Schleifmühlgasse 12, am südlichen Ende der Operngasse, befindet sich ein großes Sgraffito mit dem Bild des einstigen Freihauses, unterlegt mit dem Grundriss der heutigen Straßenführungen. Hier findet sich auch noch eine Ladenzeile mit originaler schwarzer Glasverkleidung.

## Öffentlicher Verkehr
Die Operngasse wurde im 1. Bezirk 1902–1942 auf volle Länge von der Straßenbahn im Linienverkehr befahren. Die Linien begannen auf dem Neuen Markt (wo für eine Schleife kein Platz war und daher umgekuppelt werden musste) und erreichten den stadtzentrumsseitigen Anfang der Operngasse durch die Tegetthoffstraße. Es verkehrten Züge der Linien:
- Z (nach Hietzing bzw. Lainz, 1907–1911)
- 61 (zum Bahnhof Meidling, 1907–1918, danach bis 1960 ab Ring, Oper)
- 59 (nach Lainz bzw. Mauer, 1911–1942, danach bis 1972 ab Ring, Babenbergerstraße)
- 58 (nach Unter-St.-Veit, 1908–1942, danach ab Ring, Babenbergerstraße, seit 1992 ab U-Bahn-Station Westbahnhof)

Die vier Linien querten die Ringstraße und fuhren in der Operngasse bis zur Friedrichstraße. Dann fuhren Z, 58er und 59er auf dem Getreidemarkt, einem Abschnitt der Zweierlinie, zur Mariahilfer Straße und in dieser stadtauswärts; der 61er fuhr durch die Linke Wienzeile stadtauswärts. Der Betrieb innerhalb der Ringstraße wurde mitten im Zweiten Weltkrieg eingestellt.
Nach 1945 wurden die Gleise in der Operngasse innerhalb der Ringstraße nicht wieder im Linienbetrieb befahren und 1948 aus dem Netz gestrichen. Um den Opernringhof (siehe Nr. 3) bestand bis 1963 eine Umkehrschleife der Straßenbahn, die von den Linien 63 (nach Schönbrunn, bis 1959) und 61 (siehe oben, bis 1960) benützt wurde. Dann wurden diese Linien auf Autobusbetrieb umgestellt. Heute verkehrt die Buslinie 59A auf dem Großteil der Operngasse, zwischen Ring und Margaretenstraße, stadtauswärts. In der Gegenrichtung, zum Ring, verkehrt sie in diesem Abschnitt auf der Rechten Wienzeile.